# Падары
Падары (азерб. Padarlar или Padar eli) — одно из огузских племён, поселённых в Азербайджане. Исторически сложившаяся этнографическая группа азербайджанцев. Живут падары в восточной части Азербайджана. У них дольше, чем у других этнографических групп азербайджанцев, сохранялись старые черты в хозяйстве и быту, в частности полукочевой скотоводческий уклад хозяйства и связанные с ним особенности быта. В современное время падары перешли на оседлость и преимущественно утратили свою групповую общность. Согласно сообщению Адама Олеария, падары являлись мусульманами-суннитами.

## История
Падары — одно из огузских племён. Точное значение названия падар не известно. По одной версии «Падар» это фонетическое искажение имени монгольского полководца Байдар, по другой означает — отважный. Падары были переселены из Туркестана в Азербайджан (на юге реки Аракс) при Ильханидах. С начала XVI века, падары входят в состав кызылбашской племенной конфедерации. Будучи очень крупным и воинственным племенем, с середины XVI века, для усиления своей власти в Ширване, и противодействия горским племенам, Сефевидское правительство переселило падаров в Ширван, на территорию современной Азербайджанской Республики. Поселения падаров были рассредоточены от Дербента до Муганьской степи, образуя цепь военных поселений.
Про падар в районах Шабрана и Шемахи ещё в 1636 году упоминал немецкий путешественник, историк Адам Олеарий:
«3-го Апреля проехали далее 2 мили, до местечка Шабран (Schabran), перебравшись через три небольшие реки. Около этих мест в горах живет народец, называемый Падар (Padar)….». «Мордов по-турецки обозначает болото, так как кругом и рядом с этой деревней большое болото и трясины, которые из-за многих ключей и в самую суровую зиму не замерзают. Поэтому именно в зимнее время там более всего ловят лебедей, и пух их идет на постели шаха. В этой, как и в соседних деревнях, живет нация, именуемая падар; у нее особый язык, несколько родственный турецкому и персидскому. Они турецкой веры, но имеют еще особые суеверные обычаи».
В XIX веке поселения находились в Кубинском уезде — Шабран-Падар, Армуд-Падар; в Геокчайском — Падар-Гюльмяли; Агдамском — Карадаглы-Падар; в Шемахинском, Нухинском и Джебраильском уездах — Падар.
Один из кварталов города Шемахы и села Баш-Зейзит в Шекинском районе Азербайджана именуется «Падар».
В научной литературе, учитывая общность главного традиционного направления хозяйства — занятия скотоводством, карапапахов, падаров и шахсевенов нередко называют собирательным термином терекеминцы, объединяя тем самым все три группы.

## Падарские топонимы в Азербайджане и Дагестане
- Падар — село в Дербентском районе, Дагестан.
- Падар — село в Огузском районе, Азербайджан.
- Падар — село в Аджикабульском районе, Азербайджан.
- Армудпадар — село в Хачмазском районе, Азербайджан.
- Падар — село в Хачмазском районе, Азербайджан.
- Падар — село в Ахсуйском районе, Азербайджан.
- Падаргишлаг — село в Ахсуйском районе,Азербайджан.
- Падар — село в Сабирабадском районе, Азербайджан.
- Падар — село в Губадлинском районе, Азербайджан.
- Падар — село в Шабранском районе, Азербайджан.
- Падар — село в Кюрдамирском районе, Азербайджан.